# Steffen Rein

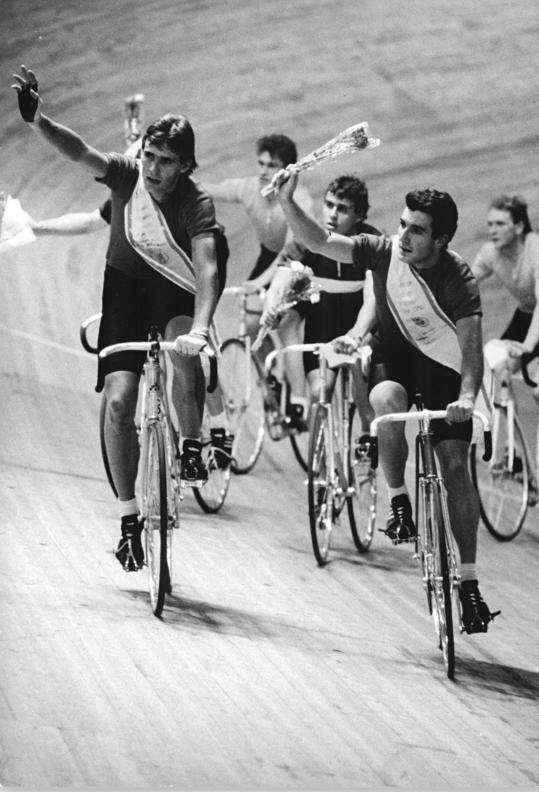
Steffen Rein (links) mit Bert Dietz nach dem Sieg der Zweier-Mannschaftsmeisterschaft von Berlin im Dezember 1988 auf der Winterbahn in der Werner-Seelenbinder-Halle

Steffen Rein (* 27. September 1968 in Halle-Neustadt) ist ein ehemaliger deutscher Radrennfahrer, heutiger Radsporttrainer und -veranstalter.

## Sportliche Laufbahn
In den 1980er Jahren fuhr  Rein für den SC DHfK Leipzig. Zu seinen größten Erfolgen in dieser Zeit gehörten der Gesamtsieg der Thüringen-Rundfahrt und die Bronzemedaillen bei DDR-Straßen-Radmeisterschaften 1987 im Mannschaftszeitfahren mit Uwe Raab sowie Jan Schur und Gus-Erik Schur sowie 1990 im Straßenrennen. 1987 gewann er die Wertung für den besten Nachwuchsfahrer bei der DDR-Rundfahrt. 1989 gewann er das renommierte ungarische Radrennen Grand Prix Cycliste de Gemenc. In der Algerien-Rundfahrt 1988, die er gewann, konnte er einen Tagesabschnitt für sich entscheiden.
Nach der Wende in der DDR wechselte zur RSG Nürnberg und fuhr später für deren GS-III-Team Nürnberger. 1991 gewann er die Deutsche Straßenrad-Meisterschaft der Amateure und 1994 den Militär-Weltmeistertitel im Einzelzeitfahren. Außerdem wurde mit dem Straßenvierer seiner Mannschaft Dritter bei den Deutschen Meisterschaften. 1993 siegte er beim Eintagesrennen Rund um die Nürnberger Altstadt.

## Berufliches
Nach seiner aktiven Zeit war er unter anderem von 2002 bis 2004 als Sportlicher Leiter beim Team Wiesenhof tätig.

## Erfolge
1988
- Gesamtwertung Algerien-Rundfahrt

1989
- Gesamtwertung Thüringen-Rundfahrt
- eine Etappe Vuelta a Cuba
- Bergwertung Griechenland-Rundfahrt

1991
- Deutsche Straßen-Radmeisterschaften
- eine Etappe Tour du Vaucluse

1992
- GP Lugano

1993
- Rund um die Nürnberger Altstadt

1994
- Militär-Weltmeisterschaft – Einzelzeitfahren

1995
- eine Etappe Niedersachsen-Rundfahrt

1997
- eine Etappe Niedersachsen-Rundfahrt